# Риголетто (фильм-опера, 1982)
«Риголе́тто» (итал. Rigoletto) — художественный кинофильм-опера, поставленный в 1982 году режиссёром Жаном-Пьером Поннелем, экранизация одноимённой оперы Джузеппе Верди.

## Сюжет
Кинофильм-опера является экранизацией одноимённой оперы Джузеппе Верди, которая была создана по мотивам пьесы-драмы Виктора Гюго «Король забавляется».  Изложение сюжета см. в статье «Риголетто».

## В ролях
| Актёр               | Роль                  |
| ------------------- | --------------------- |
| Лучано Паваротти    | герцог Мантуанский    |
| Ингвар Виксель      | Риголетто / Монтероне |
| Эдита Груберова     | Джильда               |
| Ферруччо Фурланетто | Спарафучиле           |
| Виктория Вергара    | Маддалена             |
| Федора Барбьери     | Джованна              |
| Луис Отей           | Марулло               |
| Роланд Брахт        | Чепрано               |
| Кэтлин Кулманн      | графиня Чепрано       |

## Музыканты
- Венский филармонический оркестр
- Хор Венской государственной оперы
- Дирижёр Рикардо Шайи

## Съёмочная группа
- Режиссёр: Жан-Пьер Поннель
- Продюсер: Horant H. Hohlfeld
- Композитор: Джузеппе Верди
- Сценаристы: Франческо Мария Пьяве по пьесе-драме Виктора Гюго «Король забавляется»
- Оператор: Паскуалино Де Сантис
- Художник-постановщик: Джанни Кваранта
- Художник по костюмам: Мартин Шлумпф
- Мастер по свету: Умберто Дессена

## Издание на видео
- Выпущен на DVD фирмой Decca Records (Германия)